# 羅伯特·彭伯
羅伯特·彭伯（英语：Robert Pember，死於1560年）是一位英國古典學者，他在劍橋大學三一學院是一位希臘文學者。他亦教授罗杰·阿斯卡姆希臘語。
羅伯特·彭伯來自赫里福德郡。他曾就讀於劍橋大學，分別在1524年度和1527年獲得學士學位和碩士學位。他於1524年亦成為聖約翰學院的研究員。1546年，他成為了劍橋大學三一學院的研究員原之一，並在1560年在成為希臘語的學者，直到他去世。他保留了他在三一學院於1555年關注羅馬天主教文章。